# Daniel Kelly
Daniel Joseph "Dan" Kelly (Pueblo, Colorado, 1 de setembre de 1883 – Fernie, Colúmbia Britànica, Canadà, 9 d'abril de 1920) va ser un atleta estatunidenc que va competir a començaments del segle xx.
El 1906 va saltar 7m 37cm, amb la qual cosa es convertia en el tercer atleta estatunidenc en arribar a aquella distància. Aquell mateix any igualà els rècords del món de 100 i 220 iardes.
El 1908 va prendre part en els Jocs Olímpics de Londres, on va guanyar la medalla de plata en la prova del salt de llargada, rere el seu compatriota Frank Irons.